# 匝道

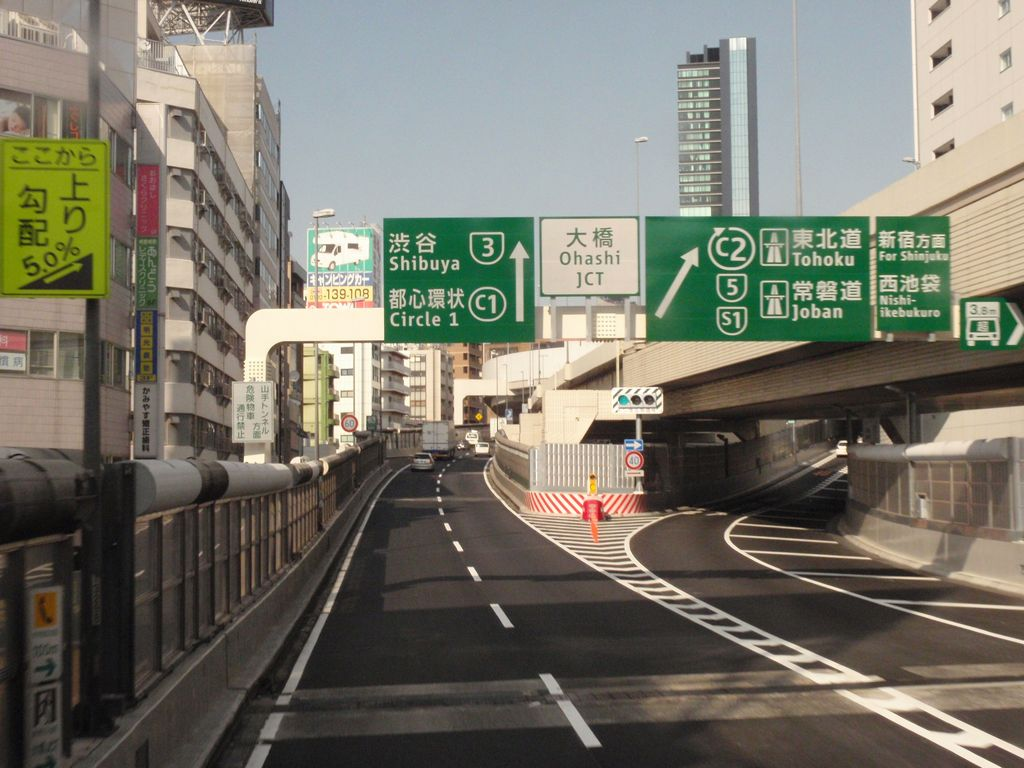
圖1：東京首都高速道路3號澀谷線與中央環狀線的聯絡匝道

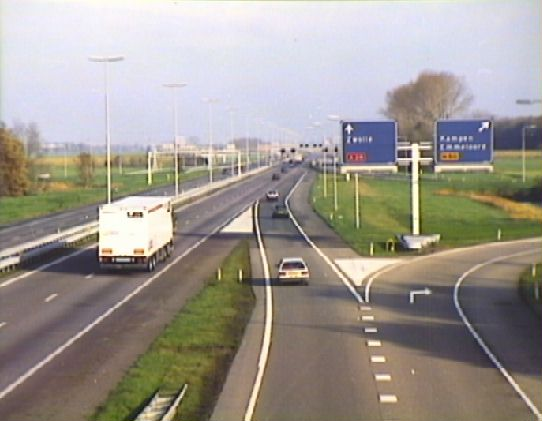
圖2：荷蘭高速公路旁的平交進口匝道

匝道，又稱引道、引路、支路，是工程學上的術語，通常是指一小段提供車輛進出主幹線（高速公路、高架道路、橋樑及行車隧道等）的輔助車道，或其他主幹線的陸橋、斜道、引線連接道，以及集散道等之附屬接駁路段。不同組合的上下匝道是構成道路交匯處的主要交通建設。
匝字有環繞之意，Ramp指的是斜坡，早期台灣國道採土堤建築，考量當時汽車性能與道路斜率，交流道多半採用廻轉半徑大的環道進出高速公路，故稱為匝道。

## 簡介
匝道與主線不同，僅是進出主幹線所必須的設施，屬有關主幹線的接駁路段，一般大多設計為封閉式道路。
進出主幹線的匝道，稱為進口匝道和出口匝道，而兩者是分開來的，車輛只能夠沿匝道單方向行車（見圖2），但台灣的中山高速公路有些路段的進口匝道同時也是出口匝道，例如五股轉接道。如果車輛錯過了出口匝道，就不能從進口匝道轉入鄰近的輔路或其他主幹線，只能從下一個出口匝道離開，但全苜蓿葉的系統交流道除外。而進出高架道路的上匝道與下匝道，亦是一樣，兩者是分開的單向行車道(中山高鼎金系統除外)。交流道的匝道，也是按照其設定的標誌單向行車的。
匝道依車輛交匯形式分以下二種：

### 平面匝道
又稱平交匝道，只出現在部份車流量不高的非架空幹線旁。例如在台灣中某些省道等級的快速公路的交匯處通常是以「平面進出」的形式，以其兩側的「匝道」來聯繫地方道路，其側車道並兼任為平面進出的集散道，讓快速公路主幹線保有直行的路權（見圖2）。

### 立體匝道
是以高架道路、橋樑或「環形繞道」形式，連接主幹線內個別的行車線至其他主幹線或鄰近的輔路（見圖3）。「立交匝道」的好處，是比「平面匝道」可節省路面的佔用面積（在同一面積的土地之上，形成兩層甚至多層道路交疊的結構）；但其缺點，就是它的造價，卻遠比「平面匝道」為昂貴。
為免直行車輛，易受從匝道轉入的車輛干擾，部份交流道加入了集散道（C-D road）的設計（即加長匝道與轉入道路間的緩衝路段），以舒緩交織路段的交通（見圖2）。

## 有關「匝道」的名詞解釋

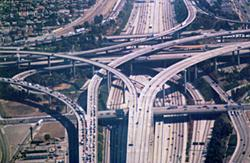
圖3：美國洛杉磯一處交流道上的立交匝道

1. 進口、出口匝道：進出主幹線的附屬接駁路段，可以是「平交匝道」，或是「立交匝道」。
2. 上、下匝道：進出高架道路，向上或向下行車的附屬接駁斜道，通常為「立交匝道」[3]。註：上述二者（１及２項）通常加入了集散道的設計。
3. 直接式匝道（Directional Ramp/Road）：將左轉車道設於左方。
4. 非直接式匝道（Non-directional Ramp/Road）：將左轉車道設於右方，設置環道（loop）銜接其他公路。
5. 半直接式匝道（Semi-Directional Ramp/Road）：與非直接式匝道相似，但不用環道，改以路線較長、起伏較大的高架道路作為連接匝道。
6. 迴轉匝道（U-Turn Ramp/Road）：Ｕ型轉向的匝道。

註：以上名詞以靠右行駛的道路設計為基礎，與靠左行駛的道路設計，僅左右兩字互換而已。

## 來源及參考資料
1. ↑  .   [2018-06-19]. （原始内容存档于2018-06-19）.
2. ↑  南方都市報匝道收費違法 2008年1月14日[永久]
3. ↑  大公網「亞洲第一彎」：上海延安路高架外灘下匝道[永久]

- 中華民國「內政部營建署」網頁：道路立體交叉、快速道路與匝道設計
- 徐耀賜. . 台北市: 北門出版社. 1996. ISBN 9579907021.
- 廖肇昌等執行編輯. . 國道新建工程局. 2004. ISBN 9570163518.